# Mateja Popović
Mateja Popović (serbisch-kyrillisch Матеја Поповић; * 20. Mai 2002) ist ein serbischer Eishockeyspieler, der seit Anfang 2023 beim Kungälvs IK in der viertklassigen schwedischen Hockeytvåan unter Vertrag steht.

## Karriere
Mateja Popović begann seine Karriere als Eishockeyspieler beim KHK Roter Stern Belgrad, für den er als 17-Jähriger in der International Hockey League debütierte. 2020 wechselte er nach Schweden, wo er zunächst beim Piteå HC in der J20 Region spielte, aber auch zu drei Einsätzen für die Herren-Mannschaft in der Hockeyettan kam. Nachdem er die Spielzeit 2022/23 beim Söderhamn/Ljusne HC in der viertklassigen Hockeytvåan begonnen hatte, wechselte er Anfang 2023 zum Ligarivalen Kungälvs IK.

### International
Für Serbien nahm Popović im Juniorenbereich an der U18-Weltmeisterschaft 2019 in der Division II sowie den U20-Weltmeisterschaften 2019 und 2020 ebenfalls in der Division II teil.
Im Herrenbereich spielte Popović für die serbische Mannschaft bei den Weltmeisterschaften 2022 und 2023 in der Division I. Zudem stand er bei dem Qualifikationsturnier für die Olympischen Winterspiele 2022 in Peking für seine Farben auf dem Eis.

## Erfolge und Auszeichnungen
- 2019 Aufstieg in die Division II, Gruppe A, bei der U18-Weltmeisterschaft der Division II, Gruppe B
- 2019 Aufstieg in die Division II, Gruppe A, bei der U20-Weltmeisterschaft der Division II, Gruppe B

## Statistik
(Stand: Ende der Saison 2019/20)